# Tu-80 (航空機)
ツポレフ Tu-80
- 用途：爆撃機・試作機
- 分類：戦略爆撃機
- 設計者：ツポレフ
- 製造者：ツポレフ
- 運用者： ソビエト連邦（ソ連空軍）
- 初飛行：1949年12月1日
- 生産数：1機
- 運用状況：試作のみ

Tu-80(Ту-80トゥー・ヴォースィェミデェスャト)は、Tu-4を元にした発展型の爆撃機でツポレフ設計局によって開発された試作機である。1949年12月1日に初飛行した。
改良点は胴体を延長し、爆弾と燃料の搭載量を増加したことと新しいアルミ合金を使用し、いくつかの空力的洗練が行われた。
また、Tu-4では視界の歪みや内部反射をもたらすと不評だった曲面ガラスが廃止され、一般的な段付き風防となった。
この形体は後のTu-85やTu-95に継承されることとなった。これらの改良で若干性能は向上したが、エンジンは同じであるため大幅な性能向上は出来ず僅か1機の試作にとどめられた。

## スペック
- 全長: 34.32m
- 全幅: 43.45m
- 全高: 8.91m
- 翼面積: 167m2
- 自重:37,850kg
- 最大離陸重量:60,600kg、
- エンジン: ASh-73TK（АШ-73ТК）（2400 馬力 / 1790 kW） x 4
- 武装 20mm機関砲11丁
- 爆弾搭載量12,000kg
- 最大速度: 600 km/h (9,000m)
- 実用上昇限度:11,180m
- 航続距離: 7,000 km(爆弾3t)